# Florian Kainz
Florian Kainz (Graz, 24 oktober 1992) is een Oostenrijks voetballer die doorgaans links op het middenveld speelt. In 2019 verruilde hij Werder Bremen voor 1. FC Köln. Kainz maakte op 17 november 2015 zijn debuut in het Oostenrijks voetbalelftal tijdens de oefenwedstrijd tegen Zwitserland. 

## Clubcarrière
Kainz komt uit de jeugdopleiding van Sturm Graz. Daarmee debuteerde hij in 2010 in de Oostenrijkse Bundesliga. Jarenlang speelde hij in Graz, met het seizoen 2013/14 als meest actieve jaargang – toen kwam hij in actie in 33 competitiewedstrijden en maakte hij zeven doelpunten. In juli 2014 tekende Kainz een contract bij Rapid Wien, waar hij wederom een plaats in het basiselftal verwierf. In zijn eerste seizoen bij de club bereikte Rapid de tweede plaats in de nationale competitie.

### Werder Bremen
In de zomer van 2016 maakte hij voor circa drieënhalf miljoen euro de overstap naar Werder Bremen, waar hij een 'langdurig' contract ondertekende. Op 21 augustus maakte hij in de eerste ronde van DFB-Pokal zijn debuut in de met 2-1 verloren uitwedstrijd tegen Sportfreunde Lotte. Hoofdcoach Viktor Skrypnyk bracht hem in de 57e minuut in de ploeg voor Sambou Yatabaré. In de competitie had hij het moeilijk om een basisplaats te veroveren. Dit was één maal het geval en viel hij dertien keer in. Bij de invalbeurt in de thuiswedstrijd tegen RB Leipzig maakte hij zijn eerste doelpunt in het shirt van Werder. Nadat hij in de 89e minuut was ingevallen zette hij een minuut later na een voorzet van Aron Jóhannsson de 3-0 op het scorebord. In zijn tweede seizoen (2017/18) kreeg hij onder de nieuwe trainer Alexander Nouri veel meer speelminuten. Hij kwam het gehele seizoen tot 34 wedstrijden. Dit veranderde met de komst van Florian Kohfeldt waardoor hij in zijn derde seizoen (2018/19) weer naar de reservebank verdween. Om speelminuten te maken maakte hij in de winterstop de overstap naar het in de 2. Bundesliga spelende 1. FC Köln

### 1. FC Köln
In januari 2019 ondertekende Kainz een contract tot 2019 bij de club uit Köln. Hij maakte zijn debuut op 31 januari tijdens de uitwedstrijd tegen Union Berlin. Hoofdtrainer Markus Anfang liet hem in het Stadion An der alten Försterei als linkermiddenvelder in de basis beginnen. Twee weken later op 15 februari werd hij tijdens de uitwedstrijd tegen SC Paderborn voor de eerste keer in zijn carrière van het veld gestuurd. In het Home Deluxe Arena kreeg hij van scheidsrechter Sven Waschitzki-Günther in de tweede helft twee keer een gele kaart. Hij kwam in het seizoen 2018/19 tot 14 basisplaatsen en werd hij met Köln kampioen van de 2. Bundesliga. In zijn tweede seizoen (2019/20) kreeg Kainz met Achim Beierlorzer een nieuwe trainer waardoor hij niet meer zeker was van een vaste basisplaats. Dit veranderde na het ontslag van Beierlorzer en de komst van Markus Gisdol. Hij werd onder de nieuwe trainer een vaste basisspeler. Op 22 februari betaalde hij dit vertrouwen uit door tijdens de met 0-5 gewonnen uitwedstrijd tegen Hertha BSC zijn eerste doelpunten voor Die Geißböcke te maken. Hij scoorde in het Olympiastadion direct twee keer. Hij bleef met Köln net boven de degradatiestreep. 
Vanwege een knieblessure viel Kainzs derde seizoen (2020/21) nagenoeg in het water. Hij kwam het gehele seizoen tot 10 wedstrijden. In het seizoen 2021/22 kreeg hij met Steffen Baumgart te maken met een nieuwe trainer die vertrouwen in hem had. Kainz kwam tot 31 basisplaatsen en hij eindigde dit seizoen met Köln op de zevende plaats. Hetgeen deelname aan de Conference League opleverde. Köln overleefde in het seizoen (2022/23) de play-offronde tegen Fehérvár waardoor men zich plaatste voor de groepsfase. In de terugwedstrijd tegen de Hongaren droeg Kainz voor de eerste keer de aanvoerdersband namens Köln. Uiteindelijk overleefde Köln de groepsfase niet en werd uitgeschakeld. Kainz kwam vijf van de zes wedstrijden in actie. In de competitie kende Köln een kleurloos seizoen en eindigde men op de 11e plaats. Gedurende het seizoen verlengde hij zijn contract tot 2025. Steffen Baumgart maakte Kainz voor het seizoen 2023/24 als opvolger van de vertrokken Jonas Hector zijn vast aanvoerder. Köln kende een moeizaam start van het seizoen en men vocht vanaf de eerste wedstrijd tegen degradatie. Kainz kreeg na de winterstop in Timo Schultz een nieuwe trainer welke net als Baumgart vertrouwen in hem had. Hij bleef aanvoerder en hij behield zijn vaste basisplaats. Dit alles mocht niet baten waardoor Kainz met Köln aan het einde van het seizoen degradeerde naar de 2. Bundesliga. Kort daarop werd bekend dat hij ondanks de degradatie bij de club bleef.

## Clubstatistieken
| Seizoen                     | Club          | Competitie    | Competitie | Competitie | Beker | Beker | Internationaal | Internationaal | Totaal | Totaal |
| Seizoen                     | Club          | Competitie    | Wed.       | Dlp.       | Wed.  | Dlp.  | Wed.           | Dlp.           | Wed.   | Dlp.   |
| --------------------------- | ------------- | ------------- | ---------- | ---------- | ----- | ----- | -------------- | -------------- | ------ | ------ |
| 2010/11                     | Sturm Graz    | Bundesliga    | 13         | 2          | 2     | 0     | 2              | 0              | 17     | 2      |
| 2011/12                     | Sturm Graz    | Bundesliga    | 25         | 3          | 2     | 2     | 8              | 2              | 35     | 7      |
| 2012/13                     | Sturm Graz    | Bundesliga    | 26         | 3          | 2     | 0     | —              | —              | 28     | 3      |
| 2013/14                     | Sturm Graz    | Bundesliga    | 33         | 7          | 5     | 2     | 2              | 0              | 40     | 9      |
| 2014/15                     | Sturm Graz    | Bundesliga    | 1          | 0          | 0     | 0     | 0              | 0              | 1      | 0      |
| 2014/15                     | Rapid Wien    | Bundesliga    | 32         | 4          | 3     | 0     | 2              | 0              | 37     | 4      |
| 2015/16                     | Rapid Wien    | Bundesliga    | 33         | 7          | 3     | 3     | 11             | 1              | 47     | 11     |
| 2016/17                     | Werder Bremen | Bundesliga    | 14         | 2          | 1     | 0     | —              | —              | 15     | 2      |
| 2017/18                     | Werder Bremen | Bundesliga    | 30         | 3          | 4     | 1     | —              | —              | 34     | 4      |
| 2018/19                     | Werder Bremen | Bundesliga    | 8          | 0          | 2     | 2     | —              | —              | 10     | 2      |
| 2018/19                     | 1. FC Köln    | 2. Bundesliga | 14         | 0          | 0     | 0     | —              | —              | 14     | 0      |
| 2019/20                     | 1. FC Köln    | Bundesliga    | 28         | 5          | 1     | 1     | —              | —              | 29     | 6      |
| 2020/21                     | 1. FC Köln    | Bundesliga    | 8          | 1          | 0     | 0     | —              | —              | 8      | 1      |
| 2021/22                     | 1. FC Köln    | Bundesliga    | 32         | 4          | 2     | 0     | —              | —              | 34     | 4      |
| 2022/23                     | 1. FC Köln    | Bundesliga    | 32         | 6          | 1     | 0     | 7              | 0              | 40     | 6      |
| 2023/24                     | 1. FC Köln    | Bundesliga    | 33         | 5          | 2     | 0     | 0              | 0              | 35     | 5      |
| Totaal                      | Totaal        | Totaal        | 362        | 52         | 30    | 11    | 32             | 3              | 424    | 66     |
| Bijgewerkt tot 11 juni 2024 |               |               |            |            |       |       |                |                |        |        |

## Interlandcarrière
Kainz kwam uit voor diverse Oostenrijkse jeugdelftallen waarmee hij nooit op een eindronde actief was. In 2015 maakte hij zijn debuut in het Oostenrijks voetbalelftal. 

### Oostenrijkse jeugdelftallen
Op 28 april 2010 maakte Kainz met Oostenrijk –18 zijn debuut in een Oostenrijks jeugdelftal. In het met 3-0 gewonnen thuisduel tegen Estland bracht bondscoach Hermann Stadler hem in de 60e minuut in de ploeg voor Daniel Luxbacher. Het lukte hem niet om zich met Oostenrijk –19 te kwalificeren voor het Europees kampioenschap 2011 in Roemenië. Kainz was met Oostenrijk –21 eveneens afwezig op het Europees kampioenschap 2015 in Tsjechië. Tijdens de kwalificatiereeks naar dit eindtoernooi maakte hij op 5 september 2013 zijn eerste en enige treffer tijdens zijn jeugdinterlands in de met 2-6 verloren thuiswedstrijd tegen Spanje. In de 20e minuut maakte hij vanuit een hoekschop de 1-3. Hij speelde in totaal 24 jeugdinterlands en hij maakte hierin één doelpunt. Hij speelde hierin samen met onder andere Martin Hinteregger, Stefan Lainer, Kevin Stöger en Kevin Wimmer. 

### Oostenrijks elftal
Onder bondscoach Marcel Koller maakte Kainz op 17 november 2015 zijn debuut in het Oostenrijks voetbalelftal in een oefeninterland tegen Zwitserland, na eerder al 17 interlands in het Oostenrijks voetbalelftal onder 21 te hebben gespeeld. In de wedstrijd tegen het Zwitsers elftal, die met 1–2 werd verloren, verving hij tien minuten voor tijd Julian Baumgartlinger. Het lukte Kainz met Oostenrijk niet om zich te kwalificeren voor het WK 2018, EK 2020 en WK 2022. Tijdens de kwalificatiewedstrijden voor het EK 2024 scoorde hij in de met 2-1 gewonnen thuiswedstrijd tegen Estland zijn eerste interlanddoelpunt. In de 68e minuut bracht hij in Raiffeisen Arena na een voorzet van Stefan Posch de stand op 1-1. Oostenrijk werd tweede in de poule waardoor men zich plaatste voor de eindronde in Duitsland. Kainz werd in juni 2024 door bondscoach Ralf Rangnick opgenomen in de selectie voor het Europees kampioenschap in Duitsland. Oostenrijk werd groepswinnaar in een groep met Frankrijk, Nederland en Polen en werd in de achtste finales uitgeschakeld met een 1–2 nederlaag tegen Turkije. Kainz kwam op het toernooi niet in actie.

### Interlandstatistieken
| Jeugdinterlands van Florian Kainz voor Oostenrijk | Jeugdinterlands van Florian Kainz voor Oostenrijk | Jeugdinterlands van Florian Kainz voor Oostenrijk | Jeugdinterlands van Florian Kainz voor Oostenrijk | Jeugdinterlands van Florian Kainz voor Oostenrijk | Jeugdinterlands van Florian Kainz voor Oostenrijk |
| №                                                 | Datum                                             | Wedstrijd                                         | Uitslag                                           | Soort Wedstrijd                                   | Doelpunten                                        |
| Als speler bij Oostenrijk –18                     | Als speler bij Oostenrijk –18                     | Als speler bij Oostenrijk –18                     | Als speler bij Oostenrijk –18                     | Als speler bij Oostenrijk –18                     | Als speler bij Oostenrijk –18                     |
| ------------------------------------------------- | ------------------------------------------------- | ------------------------------------------------- | ------------------------------------------------- | ------------------------------------------------- | ------------------------------------------------- |
| 1.                                                | 28 april 2010                                     | Oostenrijk – Estland                              | 3 – 0                                             | Vriendschappelijk                                 |                                                   |
| 2.                                                | 19 mei 2010                                       | Hongarije – Oostenrijk                            | 3 – 0                                             | Vriendschappelijk                                 |                                                   |
| Als speler bij Oostenrijk –19                     |                                                   |                                                   |                                                   |                                                   |                                                   |
| 1.                                                | 11 augustus 2010                                  | Oostenrijk – Rusland                              | 1 – 1                                             | Vriendschappelijk                                 |                                                   |
| 2.                                                | 3 september 2010                                  | Oostenrijk – Griekenland                          | 3 – 1                                             | Vriendschappelijk                                 |                                                   |
| 3.                                                | 8 oktober 2010                                    | Oostenrijk – Montenegro                           | 1 – 1                                             | EK-kwalificatie                                   |                                                   |
| 4.                                                | 10 oktober 2010                                   | San Marino – Oostenrijk                           | 0 – 4                                             | EK-kwalificatie                                   |                                                   |
| 5.                                                | 13 oktober 2010                                   | Oostenrijk – Frankrijk                            | 0 – 1                                             | EK-kwalificatie                                   |                                                   |
| Als speler bij Oostenrijk –21                     |                                                   |                                                   |                                                   |                                                   |                                                   |
| 1.                                                | 31 mei 2011                                       | Oostenrijk – Oostenrijk                           | 2 – 1                                             | Vriendschappelijk                                 |                                                   |
| 2.                                                | 3 juni 2011                                       | Portugal – Oostenrijk                             | 2 – 0                                             | Vriendschappelijk                                 |                                                   |
| 3.                                                | 29 februari 2012                                  | Zwitserland – Oostenrijk                          | 1 – 2                                             | Vriendschappelijk                                 |                                                   |
| 4.                                                | 14 november 2012                                  | Griekenland – Oostenrijk                          | 1 – 1                                             | Vriendschappelijk                                 |                                                   |
| 5.                                                | 6 februari 2013                                   | Malta – Oostenrijk                                | 1 – 3                                             | Vriendschappelijk                                 |                                                   |
| 6.                                                | 21 maart 2013                                     | Oostenrijk – Slowakije                            | 1 – 0                                             | Vriendschappelijk                                 |                                                   |
| 7.                                                | 25 maart 2013                                     | Engeland – Oostenrijk                             | 4 – 0                                             | Vriendschappelijk                                 |                                                   |
| 8.                                                | 4 juni 2013                                       | Tsjechië – Oostenrijk                             | 0 – 3                                             | Vriendschappelijk                                 |                                                   |
| 9.                                                | 4 juni 2013                                       | Oekraïne – Oostenrijk                             | 0 – 1                                             | Vriendschappelijk                                 |                                                   |
| 10.                                               | 14 augustus 2013                                  | Albanië – Oostenrijk                              | 0 – 1                                             | EK-kwalificatie                                   |                                                   |
| 11.                                               | 5 september 2013                                  | Oostenrijk – Spanje                               | 2 – 6                                             | EK-kwalificatie                                   | Goal                                              |
| 12.                                               | 9 september 2013                                  | Bosnië en Herzegovina – Oostenrijk                | 0 – 2                                             | EK-kwalificatie                                   |                                                   |
| 13.                                               | 10 oktober 2013                                   | Hongarije – Oostenrijk                            | 0 – 2                                             | EK-kwalificatie                                   |                                                   |
| 14.                                               | 14 oktober 2013                                   | Nederland – Oostenrijk                            | 0 – 3                                             | Vriendschappelijk                                 |                                                   |
| 15.                                               | 5 maart 2014                                      | Oostenrijk – Albanië                              | 1 – 3                                             | EK-kwalificatie                                   |                                                   |
| 16.                                               | 29 mei 2014                                       | Oostenrijk – Servië                               | 2 – 2                                             | Vriendschappelijk                                 |                                                   |
| 17.                                               | 3 juni 2014                                       | Tsjechië – Oostenrijk                             | 0 – 1                                             | Vriendschappelijk                                 |                                                   |
| Bijgewerkt tot 13 juni 2024                       |                                                   |                                                   |                                                   |                                                   |                                                   |

| Interlands van Florian Kainz voor Oostenrijk | Interlands van Florian Kainz voor Oostenrijk | Interlands van Florian Kainz voor Oostenrijk | Interlands van Florian Kainz voor Oostenrijk | Interlands van Florian Kainz voor Oostenrijk | Interlands van Florian Kainz voor Oostenrijk |
| №                                            | Datum                                        | Wedstrijd                                    | Uitslag                                      | Competitie                                   | Goals                                        |
| Als speler bij Rapid Wien                    | Als speler bij Rapid Wien                    | Als speler bij Rapid Wien                    | Als speler bij Rapid Wien                    | Als speler bij Rapid Wien                    | Als speler bij Rapid Wien                    |
| -------------------------------------------- | -------------------------------------------- | -------------------------------------------- | -------------------------------------------- | -------------------------------------------- | -------------------------------------------- |
| 1                                            | 17 november 2015                             | Oostenrijk – Zwitserland                     | 1 – 2                                        | Vriendschappelijk                            |                                              |
| Als speler bij Werder Bremen                 |                                              |                                              |                                              |                                              |                                              |
| 2                                            | 11 juni 2017                                 | Ierland – Oostenrijk                         | 1 – 2                                        | WK-Kwalificatie                              |                                              |
| 3                                            | 2 september 2017                             | Wales – Oostenrijk                           | 1 – 0                                        | WK-Kwalificatie                              |                                              |
| 4                                            | 5 september 2017                             | Oostenrijk – Georgië                         | 1 – 1                                        | WK-Kwalificatie                              |                                              |
| 5                                            | 6 oktober 2017                               | Oostenrijk – Servië                          | 3 – 2                                        | WK-Kwalificatie                              |                                              |
| 6                                            | 9 oktober 2017                               | Moldavië – Oostenrijk                        | 0 – 1                                        | WK-Kwalificatie                              |                                              |
| 7                                            | 14 november 2017                             | Oostenrijk – Uruguay                         | 2 – 1                                        | Vriendschappelijk                            |                                              |
| 8                                            | 23 maart 2018                                | Oostenrijk – Slovenië                        | 2 – 1                                        | Vriendschappelijk                            |                                              |
| 9                                            | 27 maart 2018                                | Luxemburg – Oostenrijk                       | 0 – 4                                        | Vriendschappelijk                            |                                              |
| 10                                           | 30 mei 2018                                  | Oostenrijk – Rusland                         | 1 – 0                                        | Vriendschappelijk                            |                                              |
| 11                                           | 2 juni 2018                                  | Oostenrijk – Duitsland                       | 2 – 0                                        | Vriendschappelijk                            |                                              |
| 12                                           | 12 oktober 2018                              | Oostenrijk – Noord-Ierland                   | 1 – 0                                        | Nations League Divisie B                     |                                              |
| 13                                           | 16 oktober 2018                              | Denemarken – Oostenrijk                      | 2 – 0                                        | Vriendschappelijk                            |                                              |
| Als speler bij 1. FC Köln                    |                                              |                                              |                                              |                                              |                                              |
| 14                                           | 15 november 2018                             | Oostenrijk – Bosnië en Herzegovina           | 0 – 0                                        | Nations League Divisie B                     |                                              |
| 15                                           | 24 maart 2019                                | Israël – Oostenrijk                          | 4 – 2                                        | EK-kwalificatie                              |                                              |
| 16                                           | 7 juni 2019                                  | Oostenrijk – Slovenië                        | 1 – 0                                        | EK-kwalificatie                              |                                              |
| 17                                           | 1 september 2021                             | Moldavië – Oostenrijk                        | 0 – 2                                        | WK-kwalificatie                              |                                              |
| 18                                           | 4 september 2021                             | Israël – Oostenrijk                          | 5 – 2                                        | WK-kwalificatie                              |                                              |
| 19                                           | 9 oktober 2021                               | Faeröer – Oostenrijk                         | 0 – 2                                        | WK-kwalificatie                              |                                              |
| 20                                           | 12 oktober 2021                              | Denemarken – Oostenrijk                      | 1 – 0                                        | WK-kwalificatie                              |                                              |
| 21                                           | 16 november 2022                             | Andorra – Oostenrijk                         | 0 – 2                                        | Vriendschappelijk                            |                                              |
| 22                                           | 24 maart 2023                                | Oostenrijk – Azerbeidzjan                    | 4 – 1                                        | EK-kwalificatie                              |                                              |
| 23                                           | 27 maart 2023                                | Oostenrijk – Estland                         | 2 – 1                                        | EK-kwalificatie                              | Goal                                         |
| 24                                           | 17 juni 2023                                 | België – Oostenrijk                          | 1 – 1                                        | EK-kwalificatie                              |                                              |
| 25                                           | 7 september 2023                             | Oostenrijk – Moldavië                        | 1 – 1                                        | Vriendschappelijk                            |                                              |
| 26                                           | 16 oktober 2023                              | Azerbeidzjan – Oostenrijk                    | 0 – 1                                        | EK-kwalificatie                              |                                              |
| 27                                           | 16 oktober 2023                              | Estland – Oostenrijk                         | 0 – 2                                        | EK-kwalificatie                              |                                              |
| 28                                           | 8 juni                                       | Zwitserland – Oostenrijk                     | 1 – 1                                        | Vriendschappelijk\|                          |                                              |
| Bijgewerkt tot 11 juni 2024                  |                                              |                                              |                                              |                                              |                                              |

## Erelijst
| Competitie    |            |            |            |            |
| Competitie    | Aantal     | Jaren      |            |            |
| Sturm Graz    | Sturm Graz | Sturm Graz | Sturm Graz | Sturm Graz |
| ------------- | ---------- | ---------- | ---------- | ---------- |
| Bundesliga    | 1          | 2010/11    |            |            |
| 1. FC Köln    |            |            |            |            |
| 2. Bundesliga | 1          | 2018/19    |            |            |